# Pawel Alexejewitsch Meljoschin
Pawel Alexejewitsch Meljoschin (russisch Павел Алексеевич Мелёшин; * 25. März 2004 in Moskau) ist ein russischer Fußballspieler.

## Karriere
Meljoschin begann seine Karriere bei Spartak Moskau. Nachdem er zunächst sämtliche Jugendabteilungen durchlaufen hatte, debütierte er im August 2022 im Cup gegen Krylja Sowetow Samara für die Profis der Moskauer. In jener Partie erzielte er mit dem Treffer zum 1:0-Endstand auch sein erstes Profitor. Im September 2022 folgte dann gegen den FK Rostow sein Debüt in der Premjer-Liga. Bis Saisonende kam er zu acht Einsätzen in der Premjer-Liga.
In der Saison 2023/24 absolvierte er bis zur Winterpause drei Partien im Oberhaus. Im Februar 2024 wurde er nach Belarus an den FK Dinamo Minsk verliehen.

## Privates
Sein Vater Alexei (* 1976) war ebenfalls Fußballspieler.